# Taguemount Azouz
Taguemount Azouz (en berbère:Tagemmunt Ɛezzuz), est un village de  Kabylie, chef-lieu de la commune d'Ait Mahmoud, daïra de Beni Douala, dans la wilaya de Tizi-Ouzou en Algérie.

## Localisation
Le village Taguemount Azouz est situé sur une colline en étoile à trois côtés, dont le sommet est à 805 m d'altitude.
Il est desservi par le chemin départemental qui prend naissance au lieu-dit Akal Aberkan à Larbaa At Douala, depuis la RN 30 et va desservir aussi Tizi Hibel et Taourirt Moussa Ouamar.
Taguemount-Azzouz est limité au nord-ouest par Taourirt Moussa Ouamar, au sud-est par les villages d'Agouni Arous et de Tizi Hibel, au sud par un ravin, à l'ouest par le village Ichardiouène, au nord ouest et au nord par Larbaa, At Bou Yahya et Timagnounine.
En 1873 à l'instigation du cardinal Lavigerie, les religieux catholiques, prédécesseurs des Pères blancs, ouvrirent la première classe française à Taguemount-Azzouz.